# Meervallen en karperachtigen
Meervalachtigen en karperachtigen (Ostariophysi) vormen een superorde van straalvinnige vissen.
Het is de op een na grootste superorde van vissen, die bijna 8000 soorten omvat, ongeveer 28% van de bekende vissoorten en 68 % van de zoetwatervissen. Ze worden over de gehele wereld aangetroffen, met uitzondering van Antarctica. Karakteristiek voor deze vissen is het bezit van het orgaan van Weber, een reeks kleine beweegbare beentjes aan de voorzijde van de wervelkolom, die een verbinding maken met de zwemblaas en daardoor geluidstrillingen doorgaven. Structuur en functionaliteit ervan zijn vergelijkbaar met het hamer-aambeeld-stijgbeugelcomplex in het middenoor van zoogdieren.

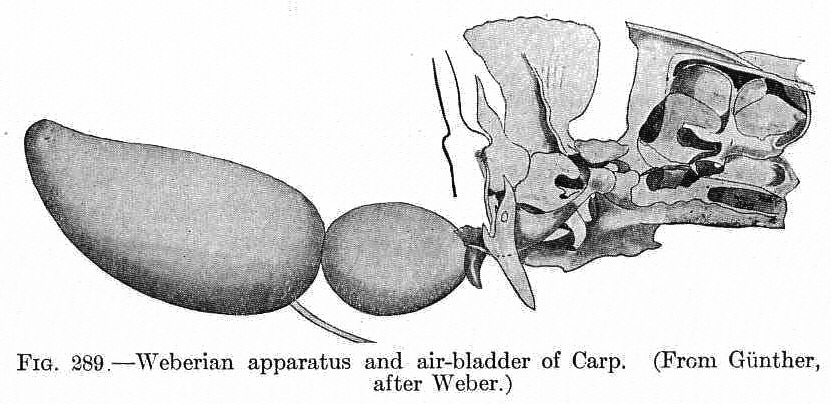
Orgaan van Weber bij een Karper; links de zwemblaas, rechts de botjes van de wervelkolom

## Taxonomie
Deze superorde is onderverdeeld in twee series, Anotophysi en Otophysi, hoewel deze onderorde in oudere literatuur alleen vissen bevatte die nu onder de Otophysi vallen.
De orde Gonorynchiformes valt nu binnen de serie Anotophysi in deze superorde; de overige ordes vallen onder de Otophysi.
De onderverdeling is als volgt:
- Serie Anotophysi
  - Gonorynchiformes, ongeveer 37 soorten
- Serie Otophysi
  - Cypriniformes, ongeveer 3268 soorten
  - Characiformes, minstens 1674 soorten
  - Siluriformes, ongeveer 1727 soorten
  - Gymnotiformes, minstens 173 soorten (soms valt deze orde onder de Siluriformes)